# Hexapoda
Super-classe
Classes de rang inférieur
- Collembola - les collemboles
- Diplura - les diploures
- Insecta - les insectes
- Protura - les protoures

Les Hexapodes (Hexapoda) sont une super-classe — ou un sous-embranchement — d'arthropodes, caractérisés notamment par la présence de trois paires de pattes. Ce clade regroupe quatre classes : les Protoures, les Diploures, les Collemboles et les Insectes.
Les Hexapodes comptent plus d'un million d'espèces découvertes et encore de 2 à 30 millions d'espèces à découvrir. Ils représenteraient, selon des estimations, 80 % des espèces animales et sont présents sous tous les climats et dans tous les milieux.

## Historique
Le nom scientifique Hexapoda est attribué aux entomologistes français Henri-Marie Ducrotay de Blainville en 1816, ou Pierre-André Latreille en 1825,. Les Hexapodes sont selon les sources une super-classe,,,,, un sous-embranchement,,,, voire une classe.
Dans des classifications plus anciennes, les trois classes basales d'Hexapodes (les entognathes) étaient considérées comme des ordres de la classe des Insectes.
Auparavant regroupés avec les Myriapodes dans le taxon des uniramés, les Hexapodes sont maintenant rapprochés des Crustacés dans le clade des Pancrustacés. Cette classification se fonde sur les variations de gènes, notamment celui de l'ARNr 18S.

## Description

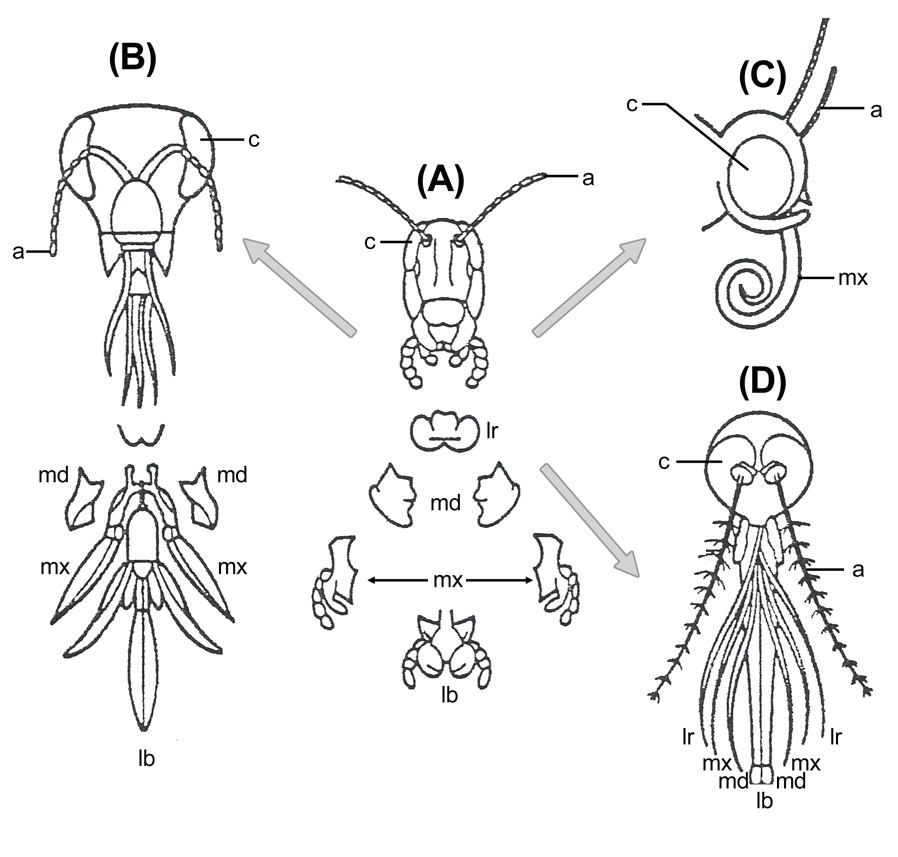
Principaux types de pièces buccales des insectes.

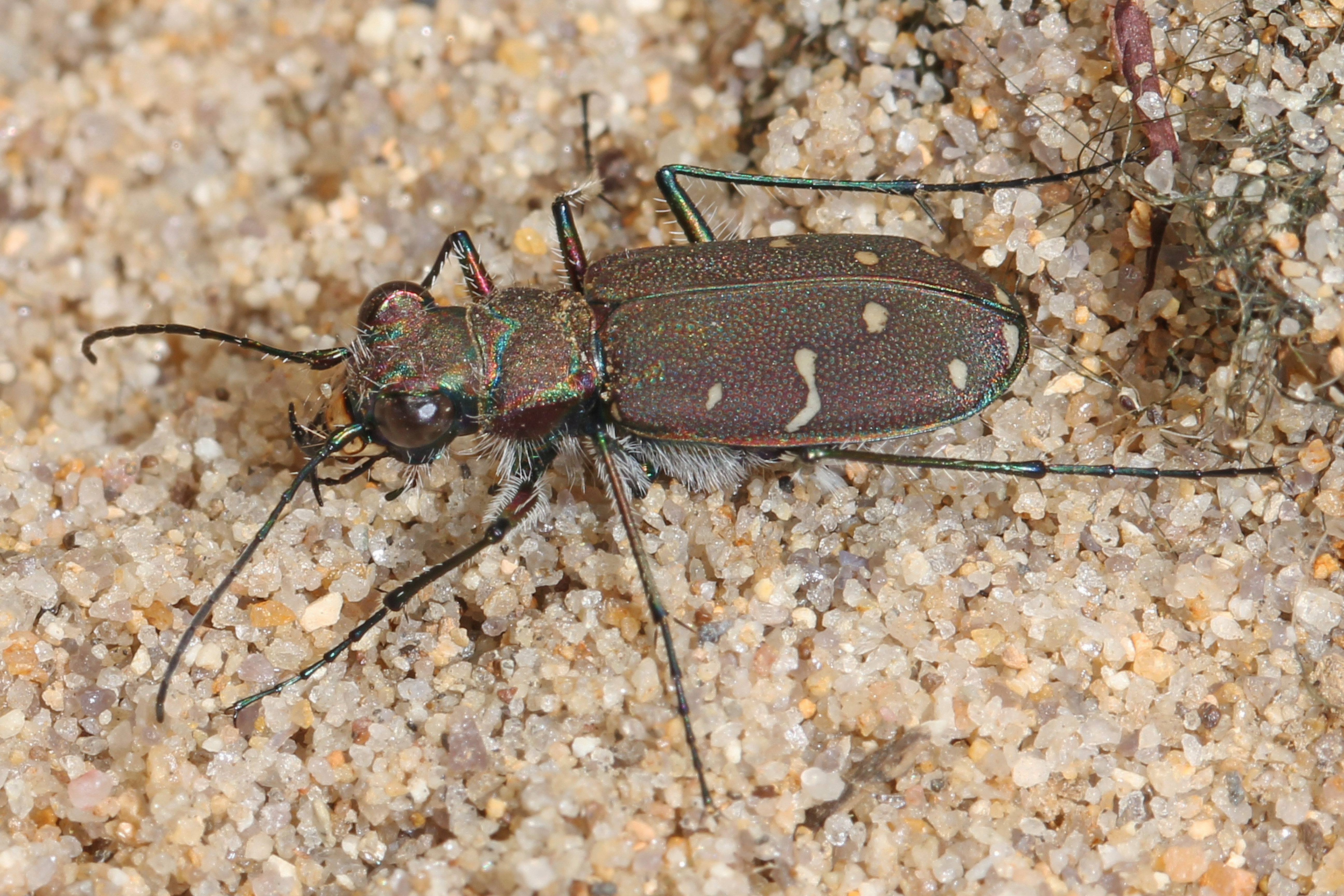
Un coléoptère : la Cicindèle à douze points.

### Anatomie générale
Les Hexapodes sont composés de trois parties : la tête, le thorax et l'abdomen. Ils tirent leur nom du fait qu'ils possèdent tous trois paires de pattes situées sur leur thorax. La deuxième paire d'antennes a disparu et ils présentent sur le thorax 2 paires d'ailes qui peuvent cependant être absentes.
Le thorax est bien distinct et est formé de trois métamères, ou segments. L'abdomen est formé au maximum de onze segments. En général, l'abdomen ne porte pas d'appendices mais quelques-uns subsistent (styles des diploures, furcas des collemboles, etc.).
La respiration utilise un système de trachées, qui se fait par les stigmates, petits orifices placés sur les côtés de l'abdomen et du thorax.
L'excrétion se fait par des dérivés ectodermiques, les tubes de Malpighi.

### Anatomie de la tête
Les Insectes ont, en guise de lèvre supérieure, un labre qui est composé de deux métamères fusionnés. Ce labre recouvre les mandibules, les maxilles et le labium qui servent à porter la nourriture à la bouche. Le labium est formé par la deuxième paire de maxilles fusionnée. Sous toutes ces pièces buccales se trouve le lypopharynx, équivalent de la bouche.
Les yeux sont composés de sous-unités, les ommatidies. Chacune d'entre elles est suivie d'un câble nerveux qui se prolonge jusqu'au cerveau. Les voies visuelles présentent un double chiasma, grâce à la position latérale des yeux sur la tête. La perception des couleurs chez les insectes est déplacée dans l'ultra-violet par rapport à la vision humaine ; ils perçoivent ainsi les UV mais pas les rouges. Ils peuvent également percevoir la lumière polarisée.
Grâce aux trois ocelles formant un triangle entre leurs deux yeux, ils sont extrêmement sensibles au mouvement. En effet, ces organes photosensibles complémentaires des yeux perçoivent les variations d'intensité de lumière. Ce sont, comme les yeux, des organes liés au vol.

## Liste des ordres
Selon l'ITIS (22 octobre 2023) :
- classe des Collembola Lubbock, 1870 – collemboles
- classe des Diplura Börner, 1904 – diploures
- classe des Protura Silvestri, 1907 – protoures
- classe des Insecta – insectes
  - sous-classe des Archaeognatha Börner, 1904
    - Archaeognatha Börner, 1904

  - sous-classe des Dicondylia Hennig, 1953
    - Zygentoma Börner, 1904 – thysanoures

  - sous-classe des Pterygota – insectes ailés
    - infra-classe des Palaeoptera – insectes ailés primitifs
      - Ephemeroptera – éphémères
      - Odonata Fabricius, 1793 – libellules, demoiselles

    - infra-classe des Neoptera – insectes ailés modernes
      - super-ordre des Holometabola
        - Coleoptera Linnaeus, 1758 – coccinelles, scarabées, doryphores
        - Diptera – moustiques, mouches, phlébotomes
        - Hymenoptera – fourmis, abeilles, guêpes
        - Lepidoptera – papillons, mites, teignes
        - Mecoptera – panorpes
        - Siphonaptera – puces
        - Strepsiptera Kirby, 1813
        - Trichoptera – phryganes, porte-bois

      - super-ordre des Polyneoptera
        - Blattodea – blattes, termites
        - Dermaptera De Geer, 1773 – perce-oreilles
        - Embioptera
        - Grylloblattodea
        - Mantodea
        - Mantophasmatodea Zompro, Klass, Kristensen and Adis, 2002
        - Orthoptera – sauterelles, grillons, criquets
        - Phasmida Leach, 1815 – phasmes
        - Plecoptera – perles
        - Zoraptera Silvestri, 1913

      - super-ordre des Neuropterida
        - Megaloptera – sialis
        - Neuroptera Linnaeus, 1758 – planipennes
        - Raphidioptera Navás, 1916

      - super-ordre des Paraneoptera
        - Hemiptera Linnaeus, 1758 – cigales, pucerons, punaises
        - Psocodea
        - Thysanoptera Haliday, 1836

Selon l'IRMNG (22 octobre 2023) (les ordres fossiles sont signalés par une obèle †) :
- classe des Collembola
  - Entomobryomorpha
  - Neelipleona
  - Poduromorpha
  - Symphypleona
- classe des Diplura
- classe des Insecta
  - Amphiesmenoptera †
  - Archaeognatha
  - Archaeorthoptera
  - Argentinoptera †
  - Blattodea
  - Blattoptera †
  - Caloneurida
  - Caloneurodea †
  - Cnemidolestodea †
  - Coleoptera
  - Coxoplectoptera †
  - Dermaptera
  - Diaphanopterodea †
  - Dicliptera †
  - Dicondylia
  - Dictyoptera
  - Diptera
  - Embiodea
  - Endopterygota
  - Eoblattida †
  - Ephemeroptera
  - Eugeroptera †
  - Geraroptera †
  - Geroptera †
  - Glosselytrodea †
  - Grylloblattodea
  - Hemiptera
  - Hymenoptera
  - Hypoperlida †
  - Kukaloptera †
  - Lepidoptera
  - Lophioneurida †
  - Mallophaga
  - Mantodea
  - Mantophasmatodea
  - Mecoptera
  - Mecopterida
  - Megaloptera
  - Megasecoptera †
  - Miomoptera †
  - Neoptera
  - Neuroptera
  - Notoptera
  - Odonata
  - Odonatoptera
  - Orthoptera
  - Orthopterida
  - Palaeodictyoptera †
  - Palaeoptera
  - Panorthoptera
  - Paoliida †
  - Perielytrodea †
  - Permopsocida †
  - Permotrichoptera †
  - Phasmatodea
  - Phthiraptera
  - Plecoptera
  - Polyneoptera
  - Protelyptroptera †
  - Protelytroptera †
  - Protoblattoidea †
  - Protocoleoptera †
  - Protodonata †
  - Protoelytroptera †
  - Protohemiptera †
  - Protohymenoptera †
  - Protorthoptera †
  - Protozygoptera †
  - Psocoptera
  - Raphidioptera
  - Siphonaptera
  - Skleroptera †
  - Strepsiptera
  - Tarachoptera †
  - Thripida
  - Thysanoptera
  - Titanoptera †
  - Trichoptera
  - Zoraptera
  - Zygentoma
- classe des Protura
  - Acerentomata
  - Eosentomata
  - Sinentomata

## Classification phylogénétique
- Pancrustacea Zrzavý & Štys, 1997
  - Hexapoda Blainville, 1816
    - Ellipura Börner, 1910

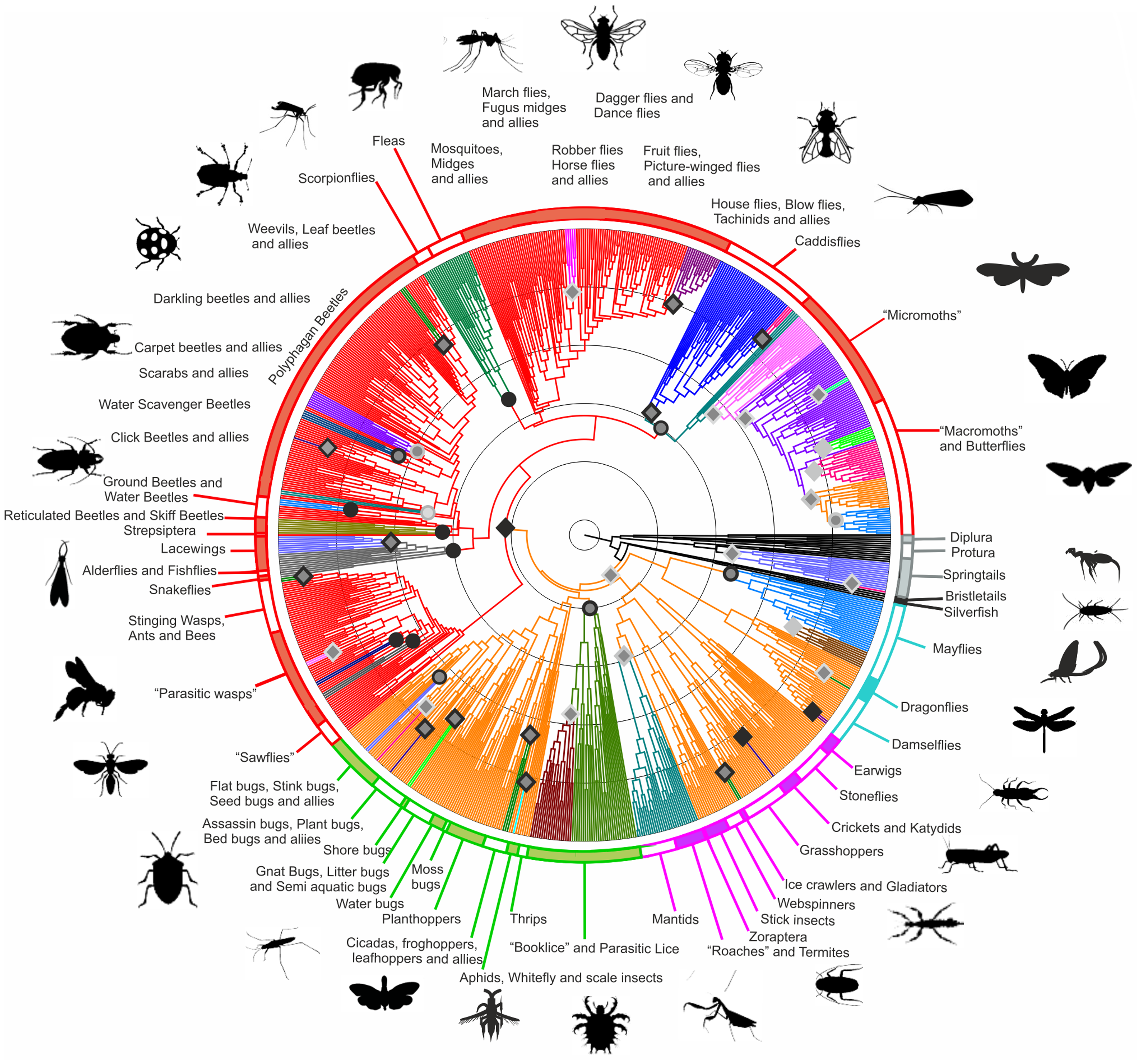
Arbre phylogénétique des Hexapodes

      - Protura Silvestri, 1907 (protoures)
      - Collembola Lubbock, 1870

    - Rhabdura Cook, 1896 (= Campodéoïdes)
    - Dicellurata Pages, 1959 (= Japygoïdes)
    - Insecta Linnaeus, 1758
      - ordre Archaeognatha Börner, 1904
      - Dicondylia Hennig, 1953
        - ordre Zygentoma Börner, 1904
        - sous-classe Pterygota Lang, 1888